# Panvol állomás
Panvol (Banwol) állomás a szöuli metró 4-es vonalának állomása; Anszan (Ansan) városában található.

## Viszonylatok
| 4-es vonal                                 | 4-es vonal                | 4-es vonal                                          |
| ------------------------------------------ | ------------------------- | --------------------------------------------------- |
| Tejami (Daeyami) Tanggoge (Danggogae) felé | személy- és expresszvonat | Szangnokszu (Sangnoksu) Anszan (Ansan) és Oido felé |